# Manaquí de capell daurat
El manaquí de capell daurat (Lepidothrix vilasboasi) és un ocell de la família dels píprids (Pipridae).

## Hàbitat i distribució
Viu a la selva pluvial al Riu Cururú, un tributari del Tapajós, al sud-oest de Pará, centre del Brasil amazònic.